# Slaveri i Abbasidkalifatet

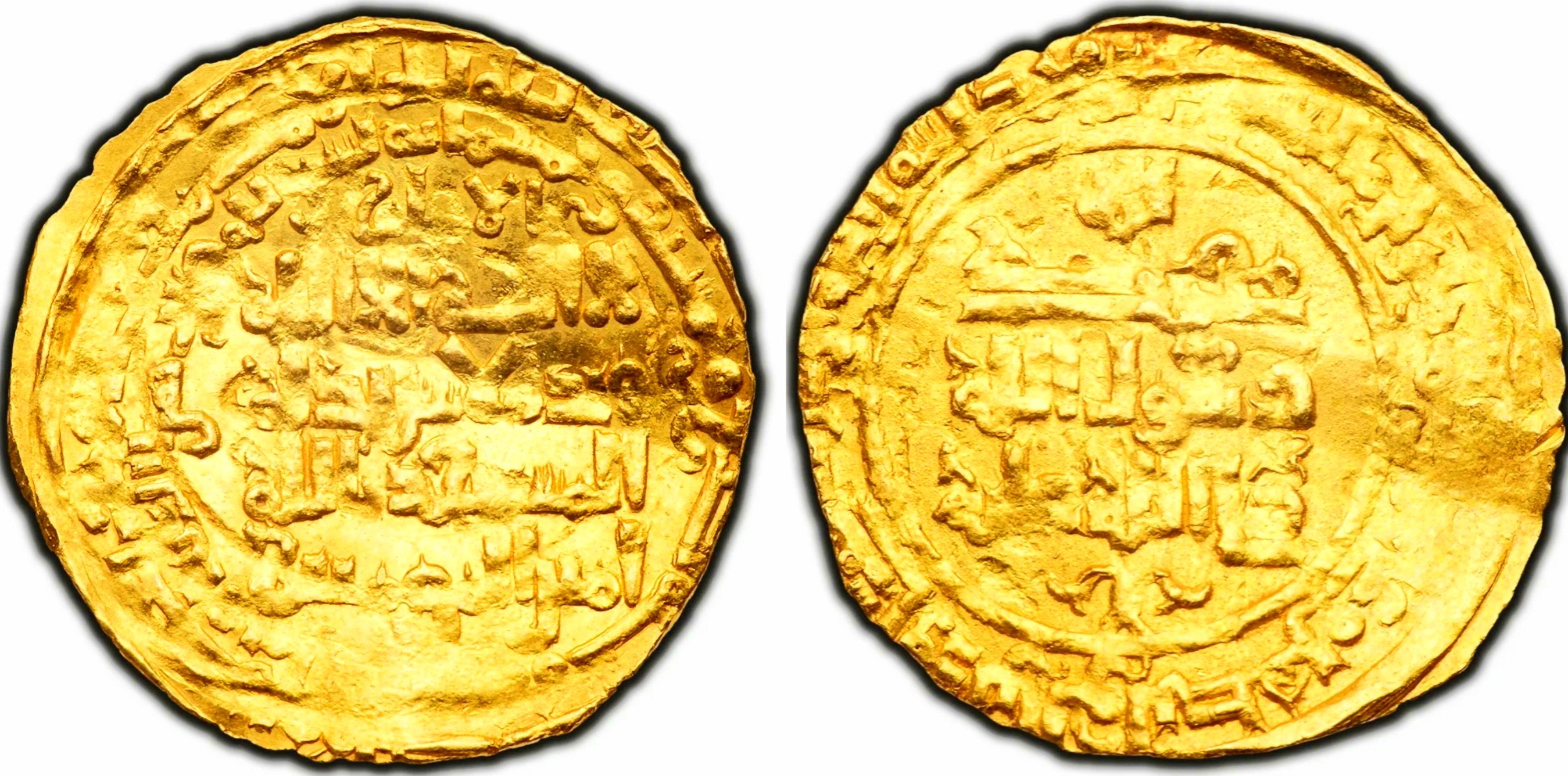
Dinar of Abbasid caliph al-Mustanjid 557 AH

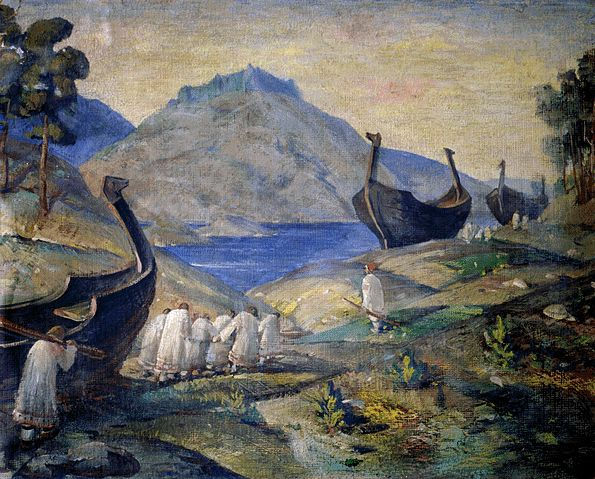
Volok,
målning av Nicholas K. Roerich.

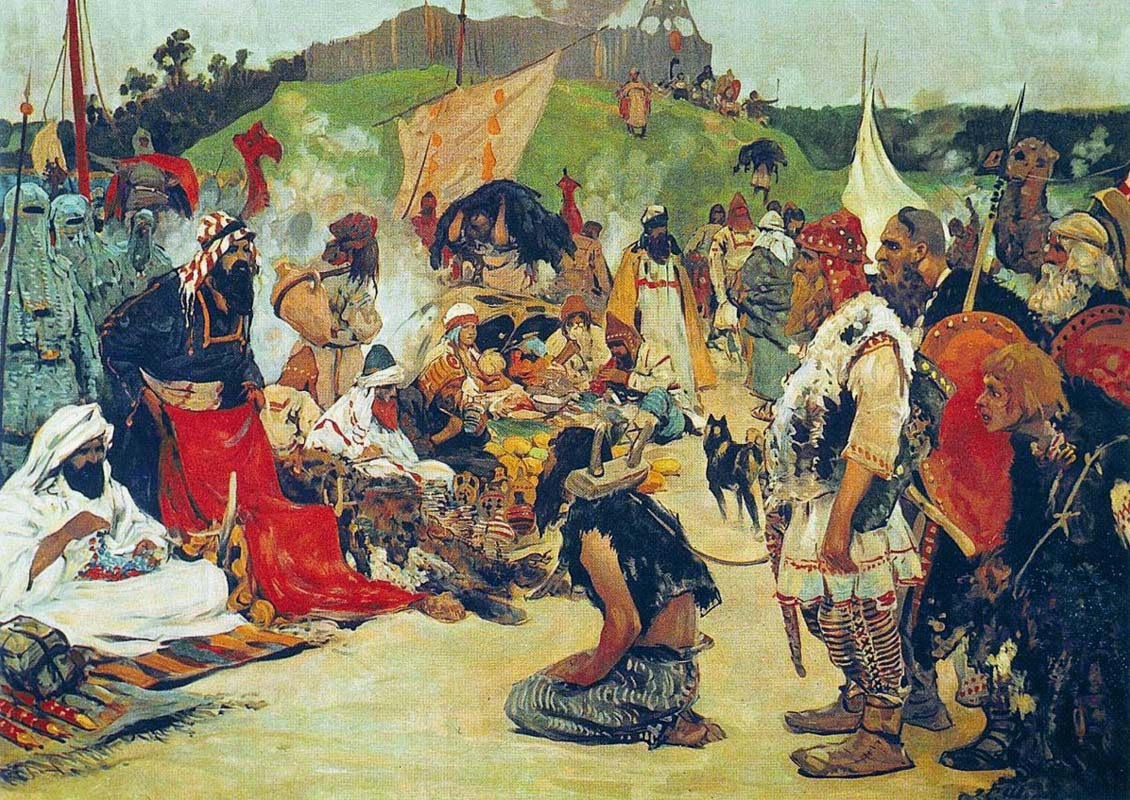
S. V. Ivanov. Trade negotiations in the country of Eastern Slavs. Pictures of Russian history. (1909)

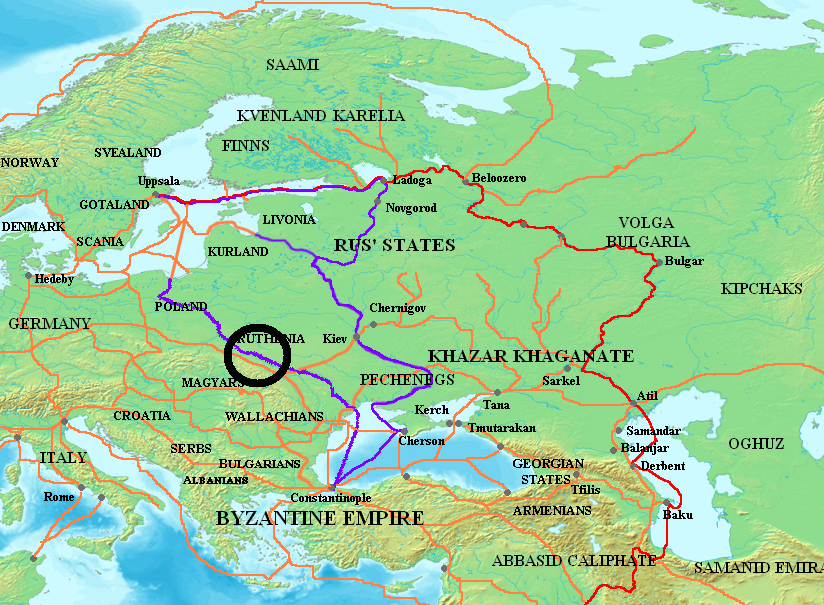
Grody czerwienskie szlaki

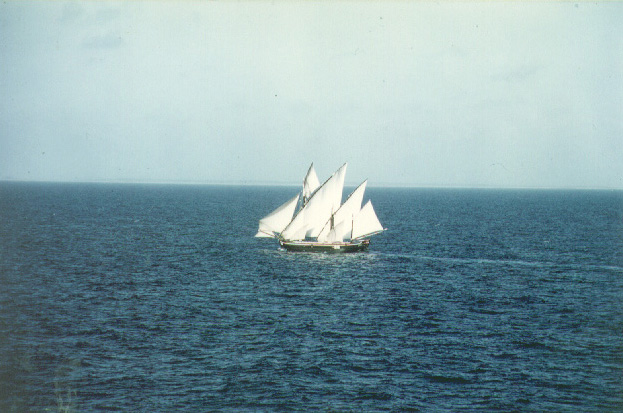
Gods och slavar transporterades med dhower.

Zanj Rebellion

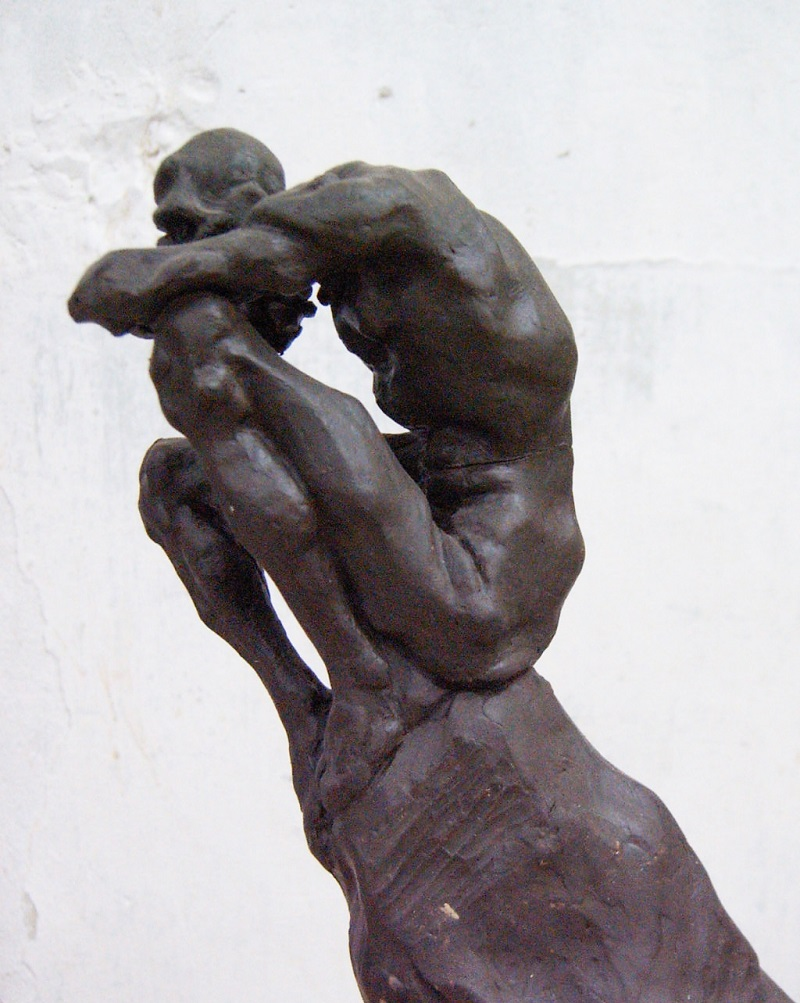
Rebellen Thawrat al-Zanj, skulptur av Ahmad Barakizadeh.

Slaveri spelade en stor samhällsmässig, social och ekonomisk roll i Abbasidkalifatet, som omfattade större delen av Mellanöstern under den så kallade "muslimska guldåldern" mellan 750 och 1258. 
Medan slaveri hade existerat även i dess föregångare Umayyadkalifatet (661-750), övergick slavhandeln från att präglas av en handel med krigsfångar till att bli en utpräglat kommersiell internationell storhandel i industriell skala, med etablerade och permanenta slavhandelsleder som skulle komma att bestå i sekel framöver. 
Kalifatet försågs med slavar från de religiösa gränslanden, som gränsade till icke muslimska länder, där innevånarna ansågs legitima att förslava. Slavar importerades därmed från Afrika i söder; från Östeuropa och Centralasien i öster; och från Västeuropa via al-Andalus och Medelhavet. Denna import av slavar som hade det gemensamt att de var icke muslimer, men var av olika etniska ursprung, medförde en rasistisk syn på olika etniciteter som lämpliga för olika uppgifter. 
Den slavmarknad som utvecklades i riket utifrån islamisk lag, kom att prägla slaveriets praktiker i efterföljande muslimska riken. Haremsinstitutionen hade nu blivit fast utvecklad, och reproducerades i de mindre abbasidiska statsbildningarna med abbasidernas harem som modell, och underhölls genom en import av slavkonkubiner. 
Seden att använda manliga slavar som antingen eunucker eller slavsoldater blev också fast etablerad under denna tid, då det militära slaveriet på allvar sattes i system.

## Bakgrund
Umayyadkalifatet hade främst använt krigsfångar och slavar mottagna genom beskattning. Under Abbasidkalifatet etablerades även en kommersiell slavhandel i stor skala och med privata entreprenörer.

## Slavhandel
Enligt islamisk lag kunde muslimer inte förslava muslimer. Däremot tillät islamisk lag att icke-muslimer gjordes till slavar. Slavar införskaffades därför från icke-muslimskt territorium, och religiösa gränsland förvandlades till källor för slavhandel. Detta var fallet i både Al-Andalus i väster, Bukhara i Centralasien i öster, och Sahara i Afrika i söder. 

### Krigsfångar
Under Abbasidkalifatet inträdde den islamiska expansionen i en lugnare fas. De arab-bysantinska krigen fortsatte dock som ett religiöst och politiskt krig mellan Dar al-Harb och Dar al-Islam. Seden att ta icke-muslimska krigsfångar som slavar fortsatte under Abbasidkalifatet. I enlighet med den islamiska principen om att det var legitimt för muslimer att förslava kafir (icke-muslimer) från Dar al-Harb (icke-muslimska länder). 

#### Anatolien
Under de arab-bysantinska krigen utförde kalifatet upprepade attacker på bysantinska städer i Anatolien, och då dess städer intogs blev de plundrade, varpå deras befolkning fördes bort i slaveri och såldes på slavmarknaden, så som till exempel i fallet med Heraclea Cybistra under den abbasidiska invasionen av Bysantinska Anatolien sommaren 806.
Efter belägringen av Amorium i augusti 838 blev blev den kristna staden förstörd och tusentals av dess innevånare fördes som slavar till kalifatet.

### Mänskliga tributer
Slavar kunde komma från tributer. Detta syftar på slavar som levererades efter avtal mellan ett folk som lidit nederlag och sedan enligt avtal förbundit sig att utlämna människor som mänskliga tributer som en form av beskattning. 

#### Baqt
En permanent tillförsel av slavar kom från nuvarande Sudan via den tribut på 400 slavar som på kalifatets begäran varje år erlades av det kristna Kungariket Dongola, en tribut kalifatet krävt sedan 650 och var känd som baqt, och som fortsatte till 1300-talet. 

### Kommersiell slavhandel
Kommersiell slavhandel syftar på slavar som köptes av professionella slavhandlare. 

#### Slavhandel från Afrika
Under 800-talet exporterades slavar från Afrika med dhow över Röda havet till Jidda och vidare till Mecka och Medina. 
Transporten skedde med karavan över öknen till Bagdad, eller genom den indiskoceanska slavhandeln från Östafrika och via Persiska viken till Basra.
Slavar exporterades från Östafrika till Muskat och till Ras al-Khayma, Dubai, Bandar Abbas, Bushehr och Basra vid Persiska viken.

#### Europeiska slavar
En slavrutt var Volgas handelsrutt, som transporterade vita europeiska slavar som såldes av vikingarna till araberna i Ryssland och sedan transporterades via slavhandeln i Bukhara över Iran till Bagdad.
De personer som tillfångatogs av vikingarna under deras räder i Västeuropa, som Irland, kunde säljas på slavhandeln i Dublin, varifrån de såldes vidare till slaveri i al-Andalus, eller också transporteras till Haithabu eller till Brännö vid Göta älv, och därifrån över Östersjön vidare via Volgas handelsrutt till Ryssland, där slavarna såldes till muslimska köpmän i utbyte mot de silver dirham och siden som har återfunnits i Birka, Wollin och Dublin; under 700- och 800-talen gick slavhandeln mellan vikingarna och den muslimska världen främst via Khazarriket, men från cirka 900 och framåt gick den genom via Volgabulgariska riket, varifrån slavarna transporterades via Khwarizm till  Samanidernas slavmarknad i Bukhara i Centralasien och därifrån vidare till Abbasidkalifatet i Mellanöstern.

#### Turkiska slavar
En av de större källorna för slavar var de icke-muslimska turkiska folken i Centralasien. Dessa tillfångatogs i Centralasien och såldes till 
Abbasidkalifatet via slavhandeln i Bukhara över Iran till Bagdad. Turkiska män var särskilt populära i Mellanöstern som slavsoldater, en kategori slavar som krävde ständig import från 800-talet och flera sekel framåt.

## Slavmarknad
Hundratusentals, kanske miljontals afrikaner, berber, turkar och européer (saqaliba) importerades som slavar till Abbasidkalifatet, och samtida författare uppskattade att det i slutet av 800-talet fanns 300 000 slavar i Irak.
En slav föddes som slav såvida en fri muslimsk man inte erkände sin slavinnas barn som sitt. Att frige slavar ansågs vara en god gärning, men det var inte obligatoriskt att göra det. 
De svåra förhållandena gjorde att ett stort uppror bröt ut, Zanjupproret. Det varade i fjorton år, från 869 till 883. 

### Kvinnliga slavar
I enlighet med den vanliga seden i muslimska länder, användes kvinnliga slavar som hushållstjänare (odalisker) eller som haremskonkubiner (sexslavar) efter exempel från abbasidernas harem.

#### Konkubiner
Under umayyaderna behandlades inte söner födda av hustrur och söner födda till slavinnor som jämlika: slavsöner som erkändes av umayyaderna ansågs ändå inte lämpliga som tronarvingar, och det var först under abbasiderna som dessa ansågs kunna ärva tronen. 
Slavmödrar, Umm walad-slavinnor, som längre fram inte längre fick säljas eller köpas, blev fortfarande köpta och sålda och även uthyrda under de första seklen av islam fram till sin ägares död. 
Under 800-talet blev det vanligt att även vanliga medborgare skaffade fria erkända arvingar med sina slavinnor.

#### Qiyan
En berömd kategori av kvinnliga slavar kallades qiyan. Det var en kategori kvinnliga slavar som användes som artister eller underhållare. Qiyan-slavinnor sjöng, dansade, reciterade poesi och utförde annan underhållning. Dessa var de dyraste kvinnliga slavarna eftersom de behövde många års träning för att anses fulländade. 
Qiyan-systemet hade gamla anor i Arabvärlden. De fanns redan före islam. Men institutionen expanderade kraftigt under umayyaderna och blev en uppmärksammad institution under abbasiderna. Qiyan-slavarnas betydelse växte parallellt med att fria muslimska kvinnor underkastades en växande könssegregering i harem. 

#### Kungliga haremet
Det var under Abbasidkalifatet (750–1258) som kvinnor i den muslimska världen slutgiltigt segregerades i harem. Så sent som på 770-talet kunde kalifens mor Al-Khayzuran fortfarande umgås vid hovet i könsblandad miljö, men snart avskildes kvinnorna i kalifens familj från all kontakt med män och från deltagande i det offentliga livet. 
I kalifens harem stod hans mor först i rang av alla hovets kvinnor. Andra rangen intogs av kalifens fyra hustrur. Även kalifens ogifta kvinnliga släktingar, systrar och döttrar, kunde leva i hans harem. Kalifens konkubiner var slavar av icke muslimskt ursprung. Efter konkubinerna kom kvinnliga slavar som uppträdde som underhållare, dansare och sångare, för kalifen och hans haremskvinnor. En andra kategori av kvinnliga slavar, Qahramana, fungerade som tjänare och hovfunktionärer, agerade mellanhand mellan haremet och yttervärlden och fick därför lämna haremet.  Haremet vaktades av eunuckerna. Haremets kvinnor fick med undantag av Qahramana-kvinnorna inte lämna haremet eller visa sig för män. 
De kungliga Haremen var mycket stora och kunde omfatta tusentals slavar: kalifen Al-Mutawakkil (d. 861) uppges ha ägt 4000 konkubiner, Al-Muqtadir (d. 932) 11000 eunucker, medan kalifen Al-Mansur gavs 100 slavflickor ("jungfrur") i gåva samma dag hans hustru Arwa avled.
Kalifens exempel följdes av överklassen i mindre skala, och abbasidernas harem blev en förebild för hur de kungliga haremen organiserades i de muslimska riken som utkristalliserades ur Abbasidkalifatet, som till exempel fatimidernas kalifat och haremen i al-andalus.

### Manliga slavar

#### Arbetsslavar
Manliga slavar användes inom jordbruket, i produktionen av salt och socker, i sidenindustrin och i återvinningen av land från träskmarkerna. Från början av 800-talet användes även slavsoldater, främst turkar. Runt 15 000 slavar uppskattas ha varit verksamma bara i trakten kring slavcentrumet Basra, där de utgjorde en fjärdedel av arbetskraften.
Manliga slavar hölls i arbetsläger och tilläts inte gifta sig eller skaffa barn. De osunda förhållandena, särskilt i träskmarkerna kring Basra, gjorde att slavarna ofta behövde ersättas, eftersom de dels inte fick skaffa barn, och dels ofta dog i malaria.

#### Eunucker
Eunucker var mycket populära: eftersom de inte kunde få egna barn betraktades de som lojala, och de användes som haremsvakter, administratörer, hovmästare för privata hushåll och som vakter vid moskéer och heliga platser.
Ursprungligen användes eunucker enbart som tjänare av kvinnorna i haremen. Seden att använda eunucker som tjänare och vakter i harem har en förebild i Muhammeds eget liv, då använde eunucken Mabur som tjänare till sin konkubin Maria al-Qibtiyya (båda var slavar: han hade fått båda som gåvor från Egypten).
Bruket att använda eunucker för olika tjänster inom hov och administration utanför haremen utvecklades under umayyaderna, och fick sitt genombrott under just abbasiderna.

#### Militärt slaveri
Det var under Abbasidkalifatet som det militära slaveriet i form av slavsoldater uppnådde sin slutliga permanenta form, som kom att dominera den muslimska världen i sekler framåt. Systemet hade förekommit redan från islams början och expanderat under Umayyadkalifatet, men det var först under Abbasidkalifatet som denna form av slaveri nådde sin slutliga form och blev det dominerande militärsystemet i Mellanöstern. 
Under Umayyadkalifatet hade skillnaden mellan fria soldater och slavar suddats ut genom att förslavade manliga krigsfångar från icke muslimska fiendefolk hade tagits som slavar, tvångsomvänts till islam, frigetts och sedan värvats till armén. 
Slavsoldaternas antal hade ökat i takt med erövringarna. 
Umayyaddynastin avsattes genom ett uppror som utmynnade i Abbasidrevolutionen 750, då abbasiderna uppsattes på tronen. 
En av de viktigaste militära ledarna under detta uppror, Abu Muslim, kallade slavar att låta värva sig till armén, och så många slavar åtlydde kallelsen att de formade en egen militär enhet.
År 766 finns det samtida vittnesmål som beskriver kalifens armé som bestående av "icke omvända barbarer", det vill säga slavar, som Sindhis, alaner, khazarer och turkar. 
Under 800-talet spred sig metoden att utrusta militära styrkor med slavsoldater snabbt överallt i kalifatet.
Lokala makthavare, så som guvernörerna i Nordafrika, ville utrusta sina militära styrkor med soldater som saknade lojalitet till någon annan än dem själva och skapade därför arméer bestående av slavar, en metod som följdes även av kaliferna själva. 
Både kalifen al-Hakam av Cordoba (regent 796-822) och kalifen al-Mutasim (regent 830-842) i Bagdad bekräftas ha ett personligt palatsgarde bestående av slavar, något som sedan blev det vanliga. 
Det militära systemet med slavsoldater beräknas ha varit färdigutvecklat under al-Mutasims regeringstid 830-842. 

Kalif Al-Mu'tasim uppges ha haft minst 70 000 turkiska slavoldater, utnämna slavsoldater till guvernörer och ha sagt att det "none like the Turk for service".
Från 800-talet blev en armé och ett personligt palatsgarde bestående av slavar normen för en muslimsk härskare för att upprätthålla sin auktoritet både i sitt palats och ute i sina provinser. 
Den dominerade etniciteten för slavsoldaterna skiftade i olika delar av Mellanöstern: i al-Andalus dominerande slaviska slavar, i Nordafrika berber, i Egypten afrikaner, och i östra Mellanöstern mellan Egypten och Persien var turkiska slavar den etnicitet som föredrogs.

### Rasistisk komponent inom slaveriet
Eftersom slavar enligt islamisk lag skulle vara icke muslimer från icke muslimska länder, hade slavar i den muslimska världen olika etnicitet. Formellt fanns ingen skillnad mellan slavar av olika etnicitet. I praktiken utvecklades en rasistisk hierarki mellan slavar utifrån deras etnicitet. Slavar ansågs ha olika begåvning på grund av deras etnicitet, och passa för olika uppgifter. De köptes därför för olika uppgifter och kostade olika mycket, beroende på deras etnicitet. 
Ibn Butlan beskrev under 1000-talet slavmarknadens rasistiska fördomar mot slavar, som ansågs ha olika egenskaper och värderades olika på grund av deras etnicitet: 
"He who wants a slave to guard his life and property should take one from the Indians and Nubians. He who wants a slave for [private] service [doorkeeper, domestic servant] should take one from the Zanj and the Armenians, and whoever desires a slave for bravery and warfare should take one from the Turks and Slavs."
Kvinnliga slavar beskrevs: 
"He who wants a nice slave-girl should take one from those of the Berbers. He who wants a store-keeper (khuzzān) should take one from the Byzantine (al-Rūm) slaves. He who wants a slave to nurse babies should take one from the Persians. He who wants a slave girl for pleasure should take one from the Zanj women, and he who wants a slave-girl for singing songs should take one from Makkah".